# 女の坂道
『女の坂道』（おんなのさかみち）はフジテレビ系ライオン奥様劇場枠で1973年1月8日～3月2日に放送された連続テレビ映画である。カラー作品。全40回。

## キャスト
- 利子 …… 小野恵子
- 広之 …… 西条貴之
- 秀竜 …… 二本柳敏恵
- おきん …　円山理映子（円山鈴子）
- 梅香 …… 上月左知子
- 吉岡 …… 宮川洋一
- 浄海 …… 島田順司
- 岡本 …… 北原義郎
- 紀子 …… 親桜子
- 春野 …… 堀井永子（堀永子）
- 秋山 …… 中条静夫
- 立花 …… 武藤英司
- 雲海 …… 小山源喜
- 昌江 …… 前田敏子
- 深作 …… 浜田伸
- 源次 …… 里木左甫良
- 玉枝 …… 由起艶子（幸つや子）
- 大原 …… 二瓶秀雄
- 仙太郎 … 肥土尚弘
- 西沢利明
- 西本裕行
- 渥美国泰
- 有馬昌彦
- 加藤真知子
- 川野耕嗣
- 川島育恵
- 渡辺千世
- ナレーター 中江真司

## スタッフ
- 脚本　　五条雅之、柳川創造、西沢裕子
- 監督　　土屋蔵三、土屋源次、浜田紀政、美坂哲也
- 音楽　　大森盛太郎、横山菁児
- 制作　　NMC・フジテレビ

## 主題歌
- 「女の坂道」
- 作詞・山下リラ
- 作曲・遠藤実
- 編曲・只野通泰
- 歌・三沢あけみ（ミノルフォンレコード）

| フジテレビ ライオン奥様劇場        | フジテレビ ライオン奥様劇場      | フジテレビ ライオン奥様劇場               |
| 前番組                             | 番組名                           | 次番組                                    |
| ---------------------------------- | -------------------------------- | ----------------------------------------- |
| 花のながれ （1973.1.1 - 1973.1.5） | 女の坂道 （1973.1.8 - 1973.3.2） | 愛と悲しみのとき （1973.3.5 - 1973.4.27） |